# Maotianshanskiffern
Maotianshanskiffern är en serie lagerstätten i Kina från äldre kambrium, för cirka 530 miljoner år sedan.. Maotianshanskiffern bildar en av ett fyrtiotal kambiska fossilplatser i världen och visar upp utomordentligt välbevarade sällsynta, icke-mineraliserade mjukvävnad, jämförbar med fossilerna som hittats i Burgesskiffern. De har fått sitt namn efter berget Maotianshan (traditionell kinesiska: 帽天山?, förenklad kinesiska: 帽天山?, pinyin: Màotiānshān) i häradet Chengjiang i provinsen Yunnan i sydvästra Kina.
Sedan 2012 är Maotianshanskiffern listade av Unesco som världsarv.
Den kända samlingen av organismerna som hittats här refereras till som Chengjiangbiotan för de många spridda fossilplatserna i Chengjiang. Åldern på Chengjiangs lagerstätte kallas lokalt Qiongzhusian, ett steg som odiskutabelt sammanfaller med senare delen av Atdabanium i Siberiens Yngre kambrium. Eftersom det är den äldsta samlingen av ytterst välbevarade fossil ger den oss en unik inblick i hur livet på jorden utvecklades vid den här tidpunkten.
Den har daterats till mellan 525 och 520 miljoner år sedan - en period belägen i mitten av den yngre kambriska epoken och åtminstone 10 miljoner år äldre än Burgesskiffern. Skiffern innehåller också något yngre Guanshan biota.

## Historia och vetenskaplig betydelse
Fastän fossiler i regionen har varit kända redan i början av 1900-talet, blev Chengjiang först uppmärksammat för det 1984 upptäckta välbevarade naraoiid Misszhouia, en släkting till trilobiten med en mjuk kropp. Sedan dess har området studerats intensivt av vetenskapsmän från hela världen och gett ett konstant flöde av nya upptäckter som triggat en omfattande vetenskaplig debatt om hur man ska tolka upptäckterna. Under denna tid, har olika taxa reviderats eller tilldelats andra grupper. Tolkningarna har lett till många förfiningar av fylogenin kring olika grupper och även tillkomsten av det nya fylumet Vetulicolia av primitiva deuterostomer.
Chengjiangbiotan har redan alla djurgrupper som hittats i Burgesskiffern; men, då den är tio miljoner år äldre, stöder den mycket starkare slutsatsen att djuren diversifierades tidigare eller snabbar under yngre kambrium än Burgesskiffern fauna. Bevarandet av en extremt mångfasetterad faunasamling gör Maotianshanskiffern till världens viktigaste plats för att förstå det tidiga flercelliga livets evolution och särskilt de olika medlemmarna i fylumet Chordata (ryggsträngsdjuren), som bland annat omfattar alla ryggradsdjur. Chengjiangfossilerna omfattar den äldsta varierande djurgruppen ovan övergången mellan  Proterozoikum och Fanerozoikum och därmed den fossilfyndens främsta informationskälla till att förstå den uppenbarligen snabba diversifieringen av livet känd som den Kambriska explosionen.